# RAID
RAID контролерът (на английски: Redundant Array of Independent Disks) служи за управление на няколко твърди диска едновременно. Основна цел е по-сигурното съхранение на информация от гледна точка намаляване на риска от загуба на данни при унищожаването им или технически проблеми на твърдите дискове. RAID комбинира два или повече физически диска в една цялостна логическа единица чрез използването на специализиран софтуер или хардуер. Хардуерът в случая се разпознава от системата като един-единствен диск. Така операционната система няма да „осъзнава“ техническата обработка. RAID може да работи на различни нива. RAID 6 няма да загуби данни дори при едновременен отказ на 2 диска от системата.
Например може да се създаде 1 TB RAID 5 чрез използването на три 500-гигабайтови твърди диска в хардуерен RAID, като операционната система ще разполага и разпознава „един“ 1-терабайтов диск. Софтуерните решения използват операционната система и само приложения, работещи на операционната система, ще разпознават така създадения диск. RAID технологията е ефективна от гледна точка на дисковото пространство. Чрез разпределение на различни части по дисковете е възможно да се възстанови съдържанието на цял един диск, без то да е било изцяло и идентично копирано на друг диск. В използвания пример RAID 5 има ефективност от {\displaystyle n-1} където {\displaystyle n} е големината на най-малкия диск. Така с 3 диска, всеки от по 500 GB, се получава пространство от 1 TB. Без RAID, за да подсигури този обем информация, биха се използвали минимум 2 диска по 1 TB.